# حسین عمرانی
حسین عمرانی (زاده ۱۳۲۸ شیراز- ۱۳۷۵ شیراز) بازیگر سینما و تلویزیون ایران است. وی با نام هنری کاوه عمران نیز شناخته میشود.

## نقش‌آفرینی
عمرانی در نوجوانی به تهران رفت و تحصیلاتش را تا فوق دیپلم ادامه داد. فعالیت‌های هنری خود را با بازی در نمایش‌های مدرسه‌ای آغاز کرد و از اوایل دهه پنجاه نقش‌های کوتاهی را در فیلم‌های سینمایی، از جمله بوسه بر لب‌های خونین به کارگردانی ساموئل خاچیکیان بر عهده گرفت. همچنین به کارهای فنی نیز می‌پرداخت و مدتی مدیریت استودیو کنکاش را عهده‌دار بود. وی در ۲۸ آذر ۱۳۷۵ در شیراز بر اثر نارسایی کبد درگذشت.

## فیلم‌شناسی
- مسافر غریب
- تابع قانون
- در انتظار شیطان
- گریز از شهر
- حادثه (فیلم)

## نویسندگی
- جانبازان